# Венегоно Супериоре
Венего̀но Суперио̀ре (на италиански: Venegono Superiore; на ломбардски: Venegon da Sura, Венегон да Сура) е градче и община в Северна Италия, провинция Варезе, регион Ломбардия. Разположено е на 331 m надморска височина. Населението на общината е 7379 души (към 2018 г.).